# Pimpla rojasi
Pimpla rojasi är en stekelart som beskrevs av Ian D. Gauld 1991. Pimpla rojasi ingår i släktet Pimpla och familjen brokparasitsteklar. Inga underarter finns listade i Catalogue of Life.